# Gyromitra gigas
Gyromitra gigas, é um membro de Ascomycota, ao contrário de muitos dos fungos silvestres maiores. É comestível se preparado corretamente mas deve ser evitado devido à variabilidade e semelhança com outros Gyromitra mais tóxicos. A esporada é de cor amarela a camurça, e é um fungo saprótrofo micorrízico.  G. gigas é encontrado na Europa e América do Norte.